# Modelo Transporte Urbano
A Modelo Transporte Urbano é uma empresa brasileira de transporte coletivo urbano de Salvador, Bahia.

## História
A Modelo Transporte Urbano iniciou suas operações em Salvador no ano de 2002 após uma cisão da Coletivos São Cristóvão, empresa esta que originou-se da compra da antiga Viação Fonte Nova. Até 2005 a garagem da Modelo ficava localizada na Av. Tiradentes, bairro Caminho de Areia. Hoje se localiza na Estrada Velha de Campinas em Campinas de Pirajá. A empresa conta com mais de 350 funcionários.
Em 2015, a empresa passa a fazer parte da concessionária Ótima Transportes Salvador (OT Trans), concessionária do sistema Integra, e se junta às empresas Expresso Vitória, RD Turismo Transportes Rodoviários, São Cristóvão, Transol, Triunfo Transportes, União e Unibus Bahia, tendo sua frota completamente caracterizada com a pintura do sistema.

## Fonte
- SANTOS, Jaciara. De cá pra lá em Salvador. Salvador: SETEPS, 2011.